# Aechmea ramosa
Espèce
Classification phylogénétique
Aechmea ramosa est une espèce de plantes de la famille des Bromeliaceae, endémique de la forêt atlantique (mata atlântica en portugais) au Brésil.

## Synonymes
- Aechmea ramosa var. ramosa[1] ;
- Aechmea reukartiana C.Chev. [non-valide][1] ;
- Pironneava ramosa (Mart. ex Schult. & Schult.f.) Wawra[1].